# Cristóbal de Mena
Cristóbal de Mena (Ciudad Real en 1492 - ?) fue un conquistador español que operó principalmente en el Perú. Estuvo a las órdenes de Francisco Pizarro; en ocasiones participó como capitán de caballería luchando contra el imperio inca. Fue un hombre de cierta cultura que hizo también de cronista de la época, siendo autor de la primera crónica de la conquista del Perú en ser publicada (abril de 1534).

## Biografía
Cristóbal de Mena nace en la ciudad española de Ciudad Real y es hijo Diego Sánchez de Medina y de Inés Alonso. Posee la categoría de hidalgo. Desde muy joven es embarcado a América (en el periodo 1510 y el 1513) y allí entrenado como militar; en 1526 logra el puesto de capitán participando en la conquista de Nicaragua bajo las órdenes de Pedro Arias Dávila. En 1531 acompaña a Francisco Pizarro a la conquista del Perú. Pero los capitanes Hernando de Soto y Sebastián de Benalcázar le degradan a su llegada, por lo que decide volver a España. Pese a todo, su participación es recompensada, mereciendo parte del fabuloso rescate del inca Atahualpa en Cajamarca. En abril de 1534 publica en la ciudad de Sevilla, sin poner firma, la que será la primera crónica que se conoce sobre la conquista del Perú, bajo el título: La conquista del Perú, llamada la nueva Castilla, La qual tierra por divina voluntad fue maravillosamente conquistada en las felicísima ventura del Emperador y Rey Nuestro Señor y por la prudencia y esfuerzo del muy magnífico y valeroso Caballero el Capitán Francisco Pizarro, Gobernador y Adelantado de la Nueva Castilla y de su hermano Hernando Pizarro y de sus animosos Capitanes, fieles y esforzados compañeros, que con él se hallaron.
Su crónica fue traducida al italiano y publicada en Venecia y Roma (1534 y 1536). Su autoría permaneció desconocida durante mucho tiempo (en el ambiente académico se le mencionaba como “el anónimo sevillano de 1534”) hasta que el historiador peruano Raúl Porras Barrenechea logró su plena identificación, presentando al respecto una monografía ante el Congreso de Americanistas de Sevilla de 1934. Fueron de gran ayuda para esta identificación las cartas e informaciones de los gobernadores de Panamá que atestiguaban que Mena fue el primero que en llegar a Panamá en agosto de 1533, con la noticia de la captura de Atahualpa y portando una relación para el monarca español. Porras editó la crónica en Las relaciones primitivas de la Conquista del Perú (París, 1937).

## Obras
- La Conquista del Perú llamada la Nueva Castilla (Sevilla, 1534)